# František Antropius
František Antropius (28. listopadu 1896 Příbram – 2. února 1943 Berlín-Plötzensee) byl československý legionář, štábní kapitán československé armády, člen vedení Obrany národa v Berouně.

## Život
V letech 1913 až 1916 studoval kadetní školu v Praze, ze které byl vyřazen v hodnosti praporčíka rakousko-uherské armády. V roce 1916  byl vyslán haličskou frontu 1. světové války. 8. července 1918 byl v Stanislavi, již jako poručík, zajat. 23. října 1918 vstoupil do československých legií. V červnu 1920 vstoupil do československé armády, ve které sloužil v Brně, Michalovcích, Humenném, Trebišově a Podbořanech, naposled pak u 38. pěšího pluku v Berouně. Po německé okupaci Čech, Moravy a Slezska se stal členem vedení Obrany národa v Berouně. Koncem února 1940 byl zatčen a dne 20. ledna 1943 byl odsouzen (spolu s Josefem Bašem) k trestu smrti. Dne 2. února 1943 ve věznici Plötzensee zemřel.